# B. Marcus Cederström
Bror Marcus Leal Cederström, född 26 februari 1984 i Täby församling, är en svensk-amerikansk folklorist, publicerad som B. Marcus Cederström.
Cederström föddes i Sverige och flyttade till USA i sexårsåldern. Han har dubbelt medborgarskap och har bott i Sverige även i vuxen ålder.